# 勝川春朗 (2代目)
二代目 勝川春朗（にだいめ かつかわ しゅんろう、生年不明 - 文化14年4月25日〈1817年6月9日〉）とは、江戸時代の浮世絵師。

## 来歴
歌川豊春及び勝川春朗（葛飾北斎）の門人。北斎には勝川春朗を名乗っていた時期（1779年 - 1794年）に入門している。俗名不明、はじめ叢豊丸（くさむらとよまる）、寿亭と号す。寛政6年（1794年）頃に春朗を襲名し、前豊丸春朗、また二代目勝川春朗と号した。作画期は天明から寛政にかけてで役者絵、玩具絵、芝居絵本、洒落本の挿絵などを描く。門人に二代目叢豊丸がいる。

## 作品
- 『駅路風俗 双床満久羅』1冊　※洒落本、山手山人作。天明9年（1789年）刊行
- 「大谷鬼次と坂田半五郎」　細判錦絵2枚続
- 「市川ゑび蔵となには屋おきた」　間判錦絵
- 「三舛（五世市川団十郎の暫）」